# 長良神社 (館林市新宿)
長良神社（ながらじんじゃ）は群馬県館林市新宿1丁目にある神社。旧社格は村社。

## 歴史
かつて上野国の国主としてこの地を治め、没後に春日大社の末社として祀られた藤原長良を主祭神として祀る。創建年代などは不明だが、安政2年（1855年）に館林藩が作成した「封内経界図誌」には、新宿村域内の杉並木東に「長良明神」の名前が見え、新宿村の鎮守であった。
1879年（明治12年）6月30日付けの「神社明細帳」での邑楽郡の記録によると、村社に列せられていた。当時は境内社として、神明宮、子神社、琴平神社、根本神社、八坂神社の5社を数える、比較的大きな神社であったようである。
1910年（明治43年）5月12日、境内社ともども小桑原の郷社、富士嶽神社に合祀された。その後、地域の信徒によって再度新宿地区に祀られたようであるが、旧地であるかは定かではない。

## 祭神
- 藤原長良[1]

## 境内
- 拝殿、本殿
- 境内社 - 三峯大神

## ギャラリー

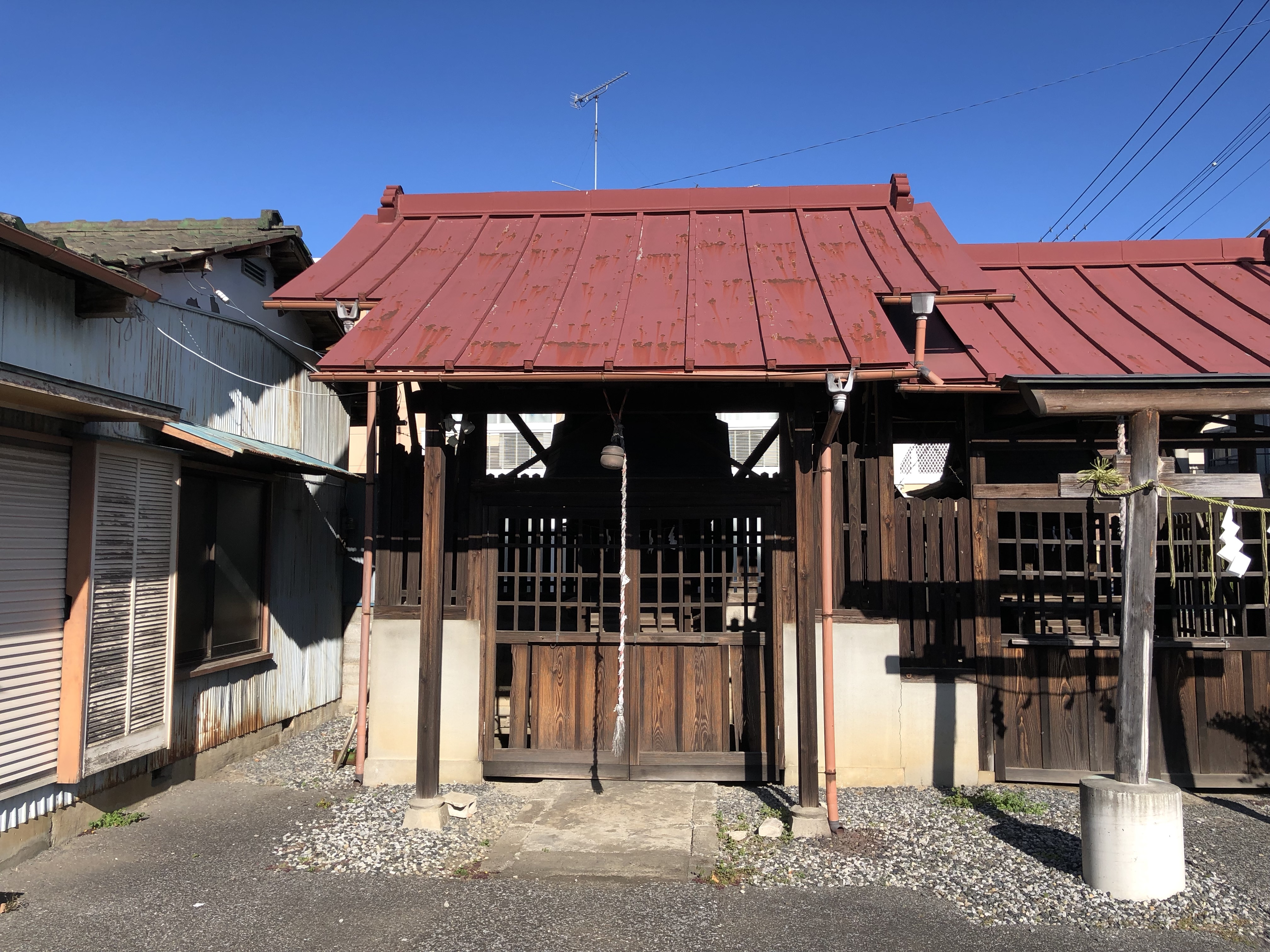
拝殿
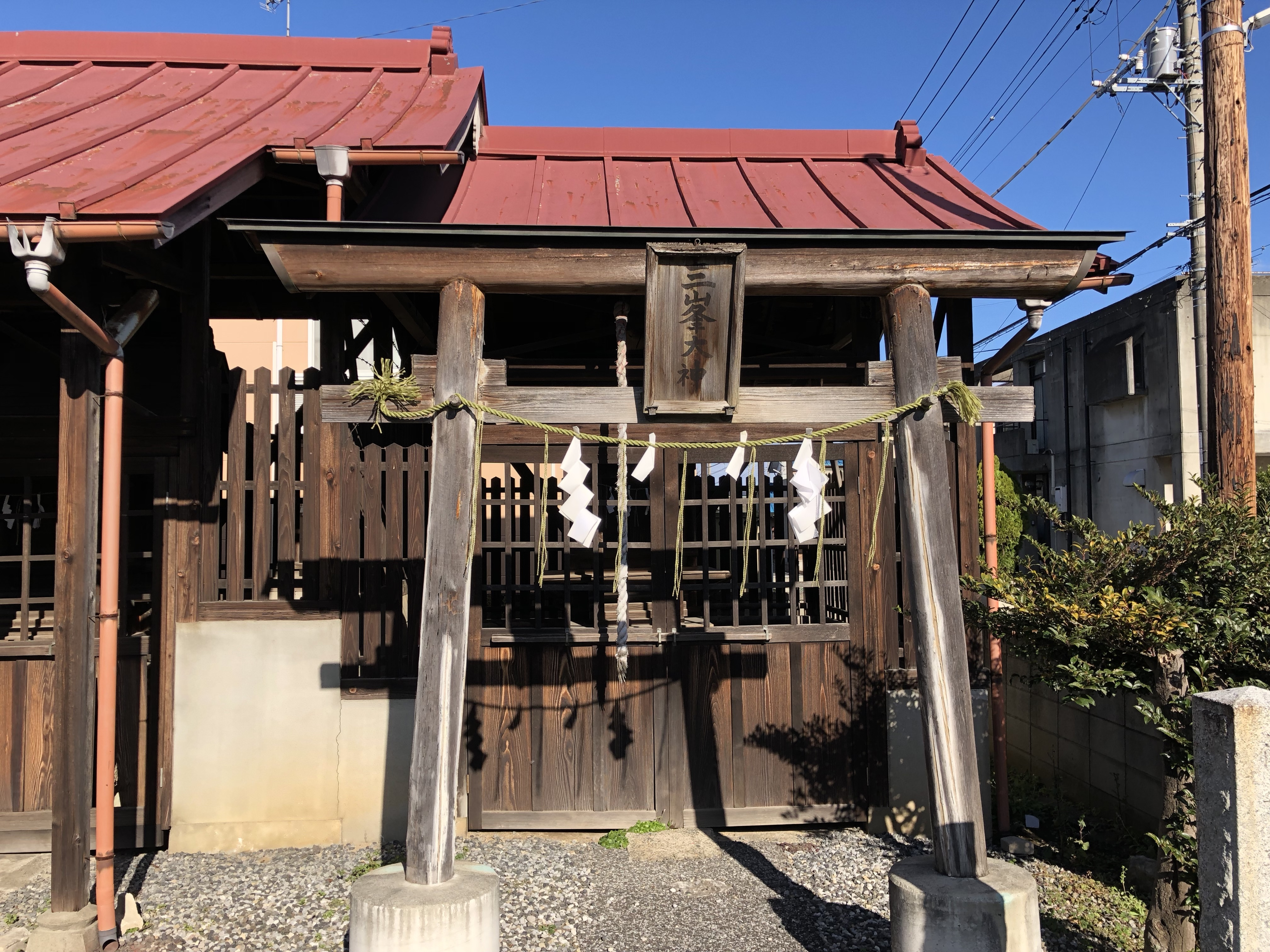
境内社 三峯大神
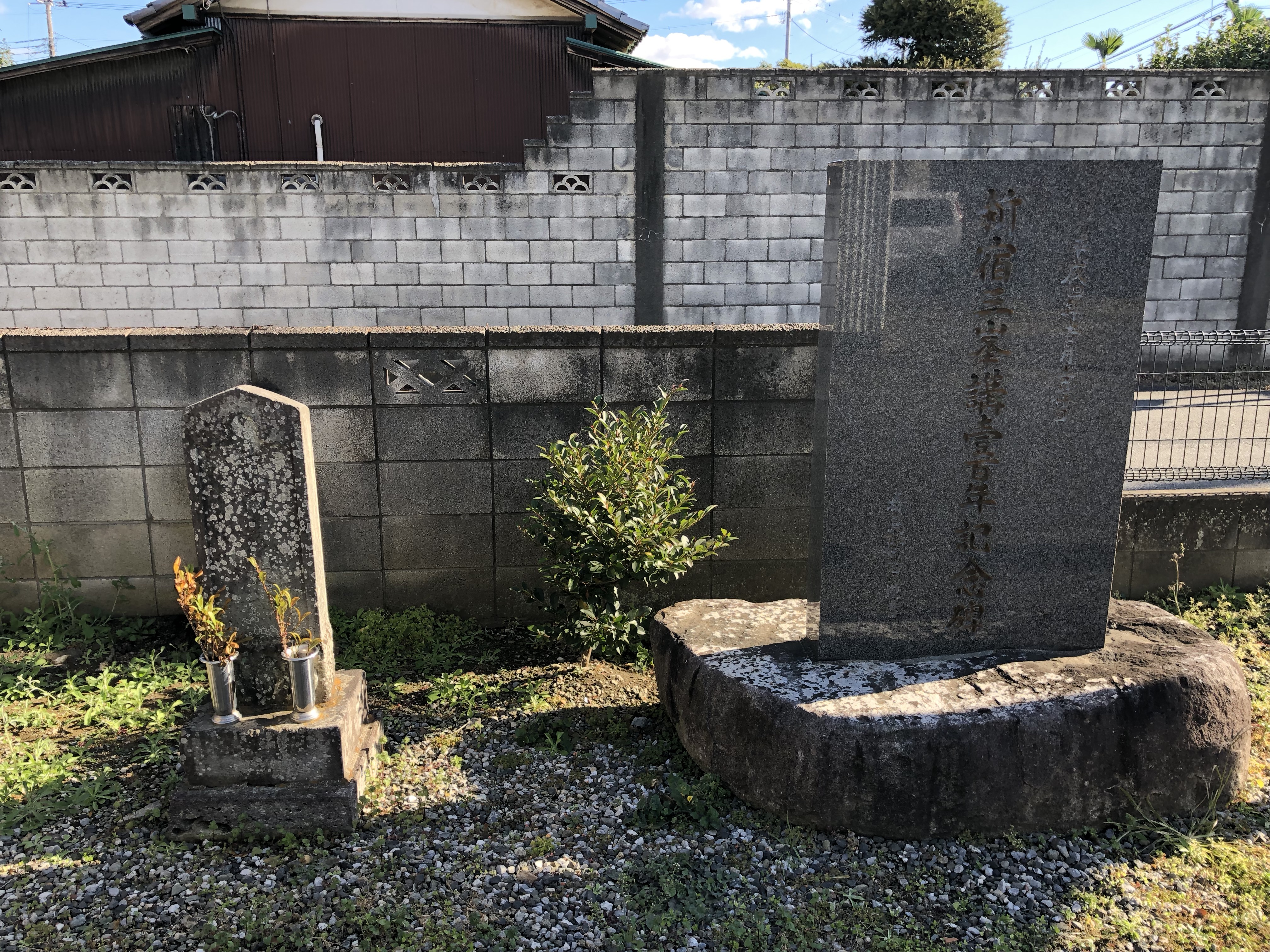
境内石碑